# Stachyptilum dofleini
Stachyptilum dofleini is een Pennatulaceasoort uit de familie van de Stachyptilidae. De wetenschappelijke naam van de soort is voor het eerst geldig gepubliceerd in 1909 door Balss.